# المركز المصري لحقوق المرأة
المركز المصري لحقوق المرأة هو منظمة مدنية وغير حكومية في مصر، ويهدف لدعم المرأة المصرية في الحصول على حقوقها الكاملة والمساواة مع الرجل. كما يهدف المركز أيضاً لمراجعة التشريعات المتعلقة بحقوق المرأة؛ من حيث صلتها بالدستور المصري والاتفاقيات الدولية. يقدم المركز خدمات قانونية للنساء غير القادرات على تسديد ثمنها. وتترأس المركز نهاد أبو القمصان.